# テイチク・ミッドナイト歌謡曲
テイチク・ミッドナイト歌謡曲は、ラジオ大阪で放送中の土曜深夜の音楽番組である。テイチクレコード一社提供。2006年4月16日開始。

## 概要
- 元々は2006年3月まで土曜深夜（日曜早朝）にも「走れ!歌謡曲」が放送されていたが、土曜深夜の放送が廃止され、QRの同時ネットを取りやめ、当番組が開始された。[1]
- 当番組内では毎週ゲストを迎え、ゲストの新曲を流したり、スタジオでのトークを展開する。
- 番組の締めくくりは高橋アナが「これからお休みの方はごゆっくりお休みなさい、今お仕事をされている方は引き続きお願い致します、これからお出かけをされる方は今日も元気で行ってらっしゃい!」と言って番組を締めくくる。
- 2011年4月2日放送終了。後番組に「中村こずえのサウンドピクチャー」が日曜深夜から移動してくる。ところが、最終回を迎えたのにもかかわらず、同年4月4日深夜に放送された「大宮エリーのオールナイトニッポン」のCM中に当番組の番宣が流れた。

## パーソナリティ
- 高橋征二（元ラジオ大阪アナウンサー、局アナ時代からの出演。）

## 放送時間
- 毎週土曜27:00～28:00（日曜3:00～4:00）